# Cửa Dương
Cửa Dương là một xã thuộc thành phố Phú Quốc, tỉnh Kiên Giang, Việt Nam.

## Địa lý
Xã Cửa Dương nằm ở trung tâm thành phố Phú Quốc, có vị trí địa lý:
- Phía đông giáp xã Hàm Ninh
- Phía tây giáp xã Cửa Cạn và Vịnh Thái Lan
- Phía nam giáp phường Dương Đông và các xã Dương Tơ, Hàm Ninh
- Phía bắc giáp xã Bãi Thơm.

Xã Cửa Dương có diện tích 184,72 km², dân số năm 2023 là 32.355 người, mật độ dân số đạt 175 người/km².

## Hành chính
Xã Cửa Dương được chia thành 8 ấp: Bến Tràm, Búng Gội, Cây Thông Ngoài, Cây Thông Trong, Gành Gió, Khu Tượng, Ông Lang, Suối Cát.

## Lịch sử
Xã Cửa Dương được chính quyền cách mạng thành lập trong những năm kháng chiến trên cơ sở sáp nhập xã Dương Đông và xã Cửa Cạn. Về sau, một phần diện tích và dân số của xã Cửa Dương được tách ra để thành lập thị trấn Dương Đông (nay là phường Dương Đông).
Ngày 17 tháng 2 năm 1979, Hội đồng Chính phủ ban hành Quyết định số 50-CP về việc chia xã Cửa Dương thành xã Cửa Cạn và xã Cửa Dương.
Ngày 9 tháng 12 năm 2020, Ủy ban Thường vụ Quốc hội ban hành Nghị quyết số 1109/NQ-UBTVQH14 về việc thành lập thành phố Phú Quốc trên cơ sở toàn bộ diện tích và dân số của huyện Phú Quốc. Xã Cửa Dương trực thuộc thành phố Phú Quốc.